# Ignaz Kiechle

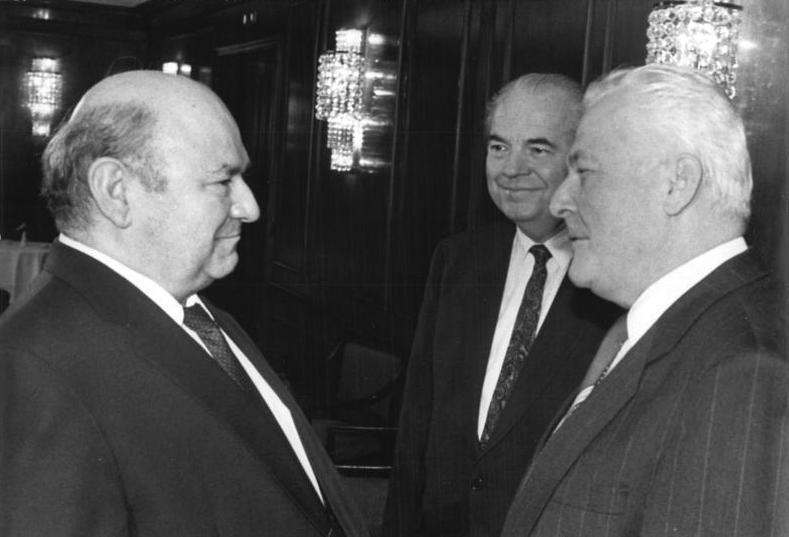
Ignaz Kiechle (links) 1987 mit Gästen aus der DDR: Werner Felfe (ganz rechts) und Ewald Moldt (hinten rechts).

Ignaz Kiechle (* 23. Februar 1930 in Reinharts/Sankt Mang; † 2. Dezember 2003 in Kempten (Allgäu)) war ein deutscher Politiker (CSU). Er war von 1983 bis 1993 Bundesminister für Ernährung, Landwirtschaft und Forsten.

## Leben und Beruf
Nach dem Besuch der Volksschule absolvierte Kiechle eine landwirtschaftliche Lehre und danach ein sechsmonatiges landwirtschaftliches Praktikum im Rahmen des Marshallplans in den USA. Nach seiner Rückkehr besuchte er von 1949 bis 1952 die Landwirtschaftliche Fachschule. 1960 legte er die Meisterprüfung ab und bildete seitdem Lehrlinge aus. Von 1958 bis 1968 leitete er den elterlichen Landwirtschaftsbetrieb.
Ignaz Kiechle war mit Cäcilia Kiechle, geb. Räth, verheiratet und hatte vier Kinder. Sein Sohn Thomas Kiechle ist kommunalpolitisch engagiert und seit 2014 für die CSU der Oberbürgermeister der Stadt Kempten (Allgäu). Seine Tochter Andrea leitet den AVA-Agrarverlag Allgäu GmbH in Kempten, der verschiedene Zeitschriften herausgibt, z. B. „Das schöne Allgäu“ und das „Allgäuer Bauernblatt“. Seine Tochter Manuela gehörte von 2011 bis 2017 dem Parteivorstand der CSU an und war bis zum Eintritt in den Ruhestand Ende 2020 Mitglied des Vorstands der Versicherungskammer Bayern.

## Partei
Seit 1953 war Kiechle Mitglied der CSU. Von 1971 bis 1984 war er Vorsitzender der Arbeitsgemeinschaft für Landwirtschaft der CSU. Von 1972 bis 1982 leitete er als Vorsitzender den CSU-Kreisverband des Landkreises Oberallgäu. Von 1980 bis 1997 gehörte er dem CSU-Parteivorstand an.

## Abgeordneter
Von 1966 bis 1972 war Ignaz Kiechle Mitglied im Gemeinderat von Sankt Mang und im Kreistag von Kempten.
Von 1969 bis 1994 war er Mitglied des Deutschen Bundestages. Hier hatte er von 1976 bis 1982 den Vorsitz der Arbeitsgemeinschaft für Ernährung, Landwirtschaft und Forsten der CDU/CSU-Bundestagsfraktion inne. Von Oktober 1982 bis März 1983 war er außerdem stellvertretender Vorsitzender der CDU/CSU-Bundestagsfraktion. Zuletzt (12. Wahlperiode 1990) war Kiechle mit 58,1 % der Stimmen direkt gewählter Abgeordneter des Bundestagswahlkreises Oberallgäu.

## Öffentliche Ämter
Nach der Bundestagswahl 1983 wurde er am 30. März 1983 als Bundesminister für Ernährung, Landwirtschaft und Forsten in die von Bundeskanzler Helmut Kohl geführte Bundesregierung berufen. Gesundheitliche Probleme zwangen ihn, am 21. Januar 1993 aus der Regierung auszuscheiden. Sein Nachfolger wurde Jochen Borchert. Kiechle hatte bis dahin den Kabinetten Kohl II, Kohl III und Kohl IV angehört.

## Wirken
Kiechle vertrat den Grundsatz: „Es müssen Bauern und ihre Familien sein, die das Gesicht der Länder und Regionen Europas prägen, erhalten und Nahrungsmittel in jeglicher Form wachsen lassen, nicht reine Produzenten“.
Eine seiner größten Aufgaben als Landwirtschaftsminister war die europaweite Einführung der Milchquote, um „Milchseen“ und „Butterberge“ verhindern zu können, was 1984 realisiert wurde. Der Widerstand war zuerst enorm und mit persönlichen Angriffen verbunden, wovon sich Ignaz Kiechle aber nicht beirren ließ. Als die Quote Anfang der 1990er Jahre auslief, wurde sie in stiller Einmütigkeit zuerst bis 2000, dann bis zum 31. März 2015 verlängert.
Als Minister für Landwirtschaft pflegte Ignaz Kiechle auch eine Politik der Freundschaft und Zusammenarbeit mit Landwirtschaftsministern in Osteuropa. Im Jahr 1987 besuchte er die DDR und traf sich mit seinem DDR-Amtskollegen Bruno Lietz. Auf der 24. Generalkonferenz der Ernährungs- und Landwirtschaftsorganisation FAO in Rom im November 1987 vereinbarte Ignaz Kiechle mit dem Minister für Landwirtschaft und Forsten der Volksrepublik Bulgarien Alexi Ivanov ein Bulgarisch-Deutsches Investitionsprogramm für die Landwirtschaft.

## Ehrungen und Auszeichnungen
Ignaz Kiechle wurde mit dem Großen Verdienstkreuz mit Stern der Bundesrepublik Deutschland, dem Bayerischen Verdienstorden, 1985 mit dem Bayerischen Bierorden, 1993 mit der Ernst-Reuter-Plakette, der Ehrennadel in Gold für Verdienste um die landwirtschaftliche Sozialversicherung, der Andreas-Hermes-Medaille des Deutschen Bauernverbandes, und der Goldenen Bürgermedaille der Stadt Kempten (Allgäu) ausgezeichnet. Außerdem erhielt er das Große Goldene Ehrenzeichen am Bande der Republik Österreich, in Frankreich den Orden „Pour le Mérite Agrar“ und den Orden „del Merito Agrario“ in Spanien.